# Distretti amministrativi dell'oblast del Nagorno Karabakh

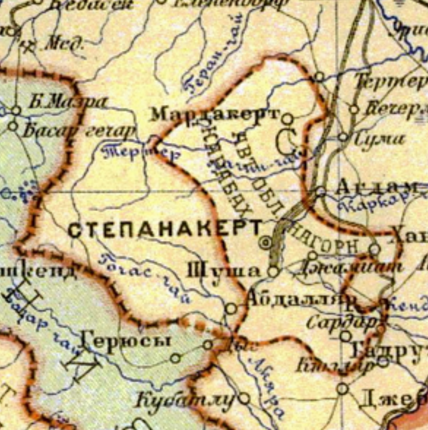
Mappa russa dell'oblast

Per 'Distretti amministrativi dell'oblast del Nagorno Karabakh devono intendersi le circoscrizioni territoriali insistenti all'interno dell'Oblast' Autonoma del Nagorno Karabakh  prima dello scoppio della guerra del Nagorno Karabakh. La regione, popolata prevalentemente da armeni, fu creata il 7 luglio 1923 all'interno della Repubblica Socialista Sovietica Azera.
Complessivamente i distretti ospitavano (1928) 127.000 abitanti, dei quali 108.000 erano di etnia armena.

## Lista dei distretti
L'oblast' del Nagorno Karabakh, anche abbreviata NKAO, comprendeva cinque distretti:
- Distretto di Askeran
- Distretto di Hadrut
- Distretto di Martakert
- Distretto di Martuni
- Distretto di Shusha